# Berthe de la Baume
Berthe de la Baume, née le 20 décembre 1860 à Paris où elle est morte le 28 octobre 1911, est une peintre française.

## Biographie

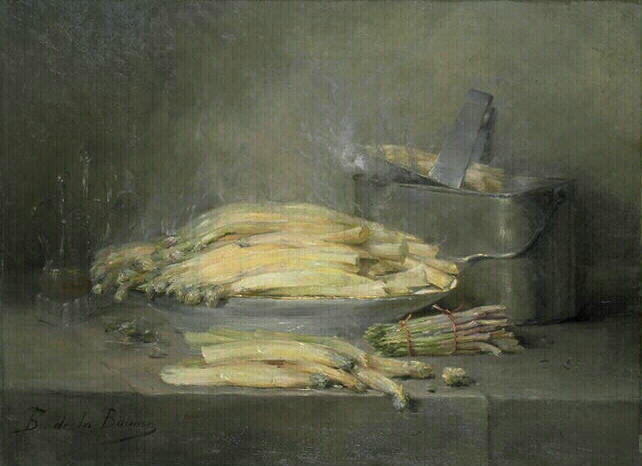
Les Belles d'Argenteuil (nature morte aux asperges), huile sur toile, 1907, Musée des Beaux-Arts de Bordeaux.

Marie Berthe Jeannisson est la fille d'Antoine Joseph Jeannisson et de Victoire Poirot, fabricants de bourses.
En 1885, elle épouse à Schaerbeek Jean Baptiste Georges Griffet de la Baume, négociant.
Élève de Denis Bergeret, elle expose au Salon de 1895 à 1907 et reçoit une mention honorable en 1906. Elle expose également au salon de l'Union des femmes peintres et sculpteurs où elle remporte le prix de nature morte en 1907.
Elle meurt à son domicile de la rue de l'Université à l'âge de 50 ans. Elle est inhumée le 30 octobre 1911 au cimetière de Montmartre.